# Lydinolydella metallica
Lydinolydella metallica là một loài ruồi trong họ Tachinidae.